# Stanislao Gastaldon
Martino Stanislao Luigi Gastaldon (Torino, 8 aprile 1861 – Firenze, 6 marzo 1939) è stato un compositore italiano.
Gastaldon è ricordato come l'autore della celebre romanza Musica proibita, composta nel 1881, all'età di soli 20 anni, probabilmente nel suo periodo di vita a Napoli, di cui scrisse anche il testo, sotto lo pseudonimo di Flick-Flock. La romanza è stata interpretata da Tito Gobbi, Giuseppe Di Stefano, Beniamino Gigli e da molti altri cantanti lirici di fama mondiale.

## Biografia
Martino Stanislao Luigi Gastaldon nasce a Torino l'8 aprile 1861 da Luigi Gastaldon e Luigia Grazioli. Suo padre era un ingegnere di Lerino, una frazione di Torri di Quartesolo in provincia di Vicenza. Sua madre era una nobildonna romana che aveva sposato un ricco proprietario terriero, il conte Bernardo Genardini, all'età di 16 anni. Ha incontrato Luigi Gastaldon nel 1854 quando lei aveva 23 anni e poco dopo abbandonò il marito e quattro figli per vivere con lui. La famiglia si trasferisce da una città all'altra durante l'infanzia e la giovinezza di Stanislao, mentre suo padre lavorava su una serie di progetti di ingegneria. Parte della sua infanzia è stata spesso a San Vito Chietino in Abruzzo, dove una strada è ora intitolata a lui e dove suo fratello minore Guglielmo è nato nel 1864.
Gastaldon ha studiato musica con il compositore torinese Antonio Creonti e con Torquato Meliani, organista presso il Duomo di Firenze, oltre a studiare letteratura all'Università di Firenze. Ha iniziato a comporre romanze all'età di 17 anni, a volte scrivendo i testi sotto lo pseudonimo di "Flick-Flock". Anche se non si sa per certo perché Gastaldon abbia scelto "Flick-Flock", la musicologa italiana Maria Scaccetti suggerisce che probabilmente deriva da un balletto popolare, un Flick Flock di Peter Ludwig Hertel, eseguito al Teatro alla Scala nel 1861. Gastaldon aveva solo 20 anni quando la ditta fiorentina Venturini ha pubblicato il suo brano "Musica proibita", che ha fatto il suo nome come compositore e ha raggiunto una popolarità duratura. Il suo successo ha offerto anche una voce ai saloni più importanti in Italia, dove molte delle sue prime romanze furono effettuate. La sua fama musicale lo precedeva, quando Gastaldon ha fatto il suo anno di servizio militare obbligatorio nel 1883. È stato assegnato a uno dei "professori" della ventiquattresima banda del reggimento di fanteria.
Quando il suo servizio militare fu terminato, Gastaldon tornò a Roma, dove i suoi genitori vivevano a quel tempo. Nel corso dei prossimi quattro anni, ha continuato a comporre romanze e brevi pezzi di musica strumentale e avviato i lavori per la sua prima opera, Fatma. Tuttavia, nel 1888, quando l'editore Sonzogno ha annunciato un concorso per opere in un atto, Gastaldon ha deciso di entrare con Mala Pasqua!, un'opera tratta dalla breve novella di Giovanni Verga (e poi pièce teatrale) Cavalleria rusticana. Un altro giovane compositore, Pietro Mascagni, partecipando al concorso stesso con la sua opera Cavalleria rusticana, anch'essa basata sulla storia di Verga. Gastaldon ha ritirato la sua opera prima del concorso, quando ha ricevuto un'offerta dalla rivale di Sonzogno, Ricordi, di pubblicare ed organizzare una prima al Teatro Costanzi di Roma. Ha ampliato l'opera a tre atti e Mala Pasqua! ha debuttato il 9 aprile 1890, con modesto successo. L'opera di Mascagni alla fine ha vinto il concorso e un mese dopo, il 17 maggio, venne rappresentata nello stesso teatro. L'opera di Mascagni fu un successo enorme e ha completamente eclissato quella di Gastaldon. Tuttavia, ha continuato a scrivere opere nel corso degli anni, producendo due opere in un atto, Pater (1894) e Stellina (1905) e un'opera comica in tre atti, Il reuccio di Caprilana (1915). Come Mala Pasqua!, hanno debuttato con moderato successo, ma sono scese quasi subito dal repertorio.
Dopo la prima di Mala Pasqua! nel 1890, Gastaldon ha vissuto a Orvieto per un certo tempo, e poi si stabilì a Firenze, dove ha trascorso il resto della sua vita. Lì, oltre a comporre, ha insegnato a cantare, ha lavorato come critico musicale per il giornale fiorentino Nuovo Giornale, e ha scritto la colonna sonora "Scattola Armonica" per il periodico per bambini Il Giornalino della Domenica. I suoi soci a Firenze sono stati un circolo di libero pensiero di artisti e letterati che si riunivano al caffè Gambrinus Halle in Piazza Vittorio Emanuele (ora si chiama Piazza della Repubblica). Gastaldon e i suoi amici erano fuori sintonia con l'ascesa del fascismo italiano nel 1920, e divennero sempre più emarginati. Negli ultimi anni della sua vita ha anche lavorato come mercante d'arte, con l'acquisto e la vendita di dipinti di suoi amici nel Gambrinus Halle. Non si sposò mai e viveva solo nella sua casa di via Montanara. Il 6 marzo 1939, Gastaldon subì un attacco di cuore mentre passeggiava presso la Piazza Vittorio Emanuele e morì lo stesso giorno, all'età di 77 anni. É sepolto nel Cimitero Monumentale della Misericordia di Antella, Comune di Bagno a Ripoli, provincia di Firenze.

## Opere liriche

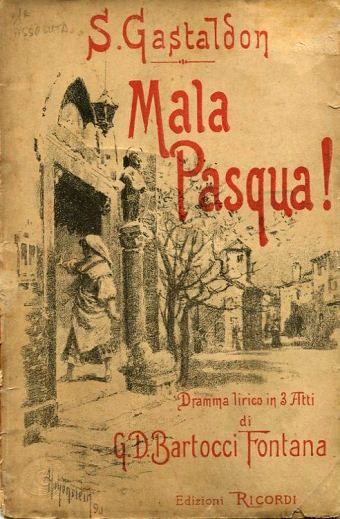
Mala Pasqua!

Scrisse in tutto circa trecento melodie per canto e pianoforte, alcune composizioni per banda, e alcune opere liriche fra cui:
- Mala Pasqua! (rappresentata al Teatro Costanzi di Roma nel 1890)
- Fatma (non rappresentata)
- Il Pater dramma lirico in 1 atto (Teatro Manzoni di Milano, 1894)
- Stellina (Firenze, 1905)
- Il sonetto di Dante (Genova, 1909)
- Il reuccio di Caprilana (Torino, 1914).